# Chthoneis stuarti
Chthoneis stuarti es un coleóptero de la familia Chrysomelidae.
Fue descrita científicamente en 1925 por Bowditch.